# Distrikt Chinchaypujio
Der Distrikt Chinchaypujio liegt in der Provinz Anta in der Region Cusco in Südzentral-Peru. Der Distrikt wurde am 1. Oktober 1941 gegründet. Er hat eine Fläche von 396 km². Beim Zensus 2017 wurden 4028 Einwohner gezählt. Im Jahr 1993 lag die Einwohnerzahl bei 5988, im Jahr 2007 bei 4724. Sitz der Distriktverwaltung ist das auf einer Höhe von 3075 m gelegene Dorf Chinchaypujio mit 1128 Einwohnern (Stand 2017). Chinchaypujio liegt 20 km südsüdwestlich der Provinzhauptstadt Anta sowie 30 km westsüdwestlich der Regionshauptstadt Cusco.

## Geographische Lage
Der Distrikt Chinchaypujio liegt in den Anden im Süden der Provinz Anta. Der Río Apurímac fließt entlang der südlichen Distriktgrenze nach Westen. Das Gebiet wird über mehrere Flüsse nach Süden zum Río Apurímac entwässert. Entlang der nördlichen Distriktgrenze verläuft die Wasserscheide zum weiter nördlich verlaufenden Río Urubamba.
Der Distrikt Chinchaypujio grenzt im Westen an den Distrikt Limatambo, im Norden an die Distrikte Ancahuasi, Zurite und Anta, im Nordosten an den Distrikt Ccorca (Provinz Cusco), im Südosten an den Distrikt Huanoquite (Provinz Paruro) sowie im Süden an die Distrikte Cotabambas und Curahuasi (beide in der Provinz Cotabambas).